# Напади 11. септембра 2001.
Напади 11. септембра 2001. били су низ од четири координисана терористичка напада вахабистичке исламистичке терористичке групе Ал Каида на САД који су се догодили у уторак 11. септембра 2001. године.
Четири комерцијална авиона калифорнијског типа, који су полетјели са три различита аеродрома на сјевероистоку САД, отело је током лета 19 терориста Ал Каиде, који су извели нападе у три групе по пет и једној групи од четири особе. Лет 11 Американ ерлајнса улетио је у сјеверни торањ Свјетског трговинског центра на доњем Менхетну у 8:46; седамнаест минута касније у 9:03, јужни торањ СТЦ-а погодио је лет 175 Јунајтед ерлајнса. Обје куле од 110 спратова урушиле су се за 1 сат и 42 минута, што је довело до урушавања осталих структура СТЦ-а, укључујући Свјетски трговински центар 7, и значајног оштећења околних зграда. Трећи лет, лет 77 Американ ерлајнса, који је полетјео са међународног аеродрома Далес, отет је изнад Охаја, а у 9:37 је пао на западну страну Пентагона (главни штаб Министарства одбране САД) у округ Арлингтон у Вирџинији, што је узроковало дјелимично урушавање зграде. Четврти лет, лет 93 Јунајтед ерлајнса, летио је у правцу Вашингтона; авион се срушио у поље у близини анксвила у Пенсилванији у 10:03, након што су путници ушли у кабину и борили се са отмичарима за контролу. Истражитељи су утврдили да је циљ лета 93 била или Бијела кућа или зграда Капитола.
Одмах након напада, сумња је брзо пала на Ал Каиду. Сједињене Државе званично су одговориле покретање Рата против тероризма и инвазијом на Авганистан ради свргавања талибана, који се нису сложили са захтјевом САД да протјерају Ал Каиду из Авганистана и изруче лидера Ал Каиде Осаму бин Ладена. Многе земље појачале су своје антитерористичко законодавство и прошириле овлашћења органа за спровођење закона и обавјештајних служби да спријече терористичке нападе. Иако је Бин Ладен у почетку негирао било какву умијешаност, формалну одговорност за нападе преузео је 2004. године. Ал Каида и Бин Ладен су као мотиве навели америчку подршку Израелу, присуство америчких трупа у Саудијској Арабији и санкције Ираку. Након што је скоро деценију избјегавао хапшење, Бин Ладен је лоциран у Пакистану 2011. гдје је убијен током америчке војне рације.
Уништавање СТЦ-а и оближње инфраструктуре озбиљно је наштетило економији Њујорка и довело до глобалне економске рецесије. Амерички и канадски цивилни ваздушни простори били су затворени до 13. септембра, док је трговина на Вол стриту била прекинута до 17. септембра. Услиједила су многа затварања, евакуације и отказивања из поштовања или страха од даљњих напада. Чишћење локације СТЦ-а завршено је у мају 2002, а Пентагон је поправљен у року од годину дана. Напади су резултирали са 2.977 смртних случајева, преко 25.000 повријеђених и значајним дугорочним посљедицама по здравље, поред најмање 10 милијарди долара у инфраструктури и материјалној штети. То је и даље најсмртоноснији терористички напад у историји човјечанства и једини најсмртоноснији инцидент за ватрогасце и службенике за спровођење закона у историји САД, са 340 и 72 убијена
Изградња Свјетског трговинског центра 1 почела је у новембру 2006, а зграда је отворена у новембру 2014. године. Изграђени су бројни меморијали, укључујући Национални меморијал и музеј 11. септембра у Њујорку, Меморијал Пентагон у округу Арлингтон у Вирџинији и Национални меморијал лета 93 на мјесту несреће у Пенсилванији.
У овим нападима су страдала и два Србина: Владимир Томашевић и Бојан Костић.

## Позадина

### Ал Каида
Поријекло Ал Каиде може се пратити све до 1979, када је Совјетски Савез извршио инвазију на Авганистан. Осама бин Ладен је дошао у Авганистан и учествовао у организовању арапских муџахедина у борби против Совјета. Под вођством Ајмана ел Завахирија, Бин Ладен је постао радикалнији. Своју прву фатву Осама је издао 1996, у којој је позвао америчке трупе да напусте Саудијску Арабију.
У другој фатви из 1998, Бин Ладен је представио своје примједбе на америчку спољну политику у односу на Израел, као и на наставак присуства америчких трупа у Саудијској Арабији након Заливског рата. Бин Ладен је исламским текстовима подстицао муслимане да нападају Американце, док се наведене жалбе не пониште. Муслимански правници „кроз исламску историју једногласно су се слагали да је џихад појединачна дужност, ако непријатељ уништи муслиманске земље”, говорио је Бин Ладен.

#### Осама бин Ладен
Бин Ладен је оркестрирао нападе. У почетку је негирао умијешаност, али је касније одустао од својих лажних изјава. Ал Џазира, катарска телевизија, емитовала је његову изјаву 16. септембра 2001: „Наглашавам да нисам извршио овај чин, за који се чини да су га извршили појединци са властитом мотивацијом”. У новембру 2001. америчке снаге су пронашле видео-касету из уништене куће у Џалалабаду у Авганистану. На снимку се види Бин Ладен како разговара са Хилидом ел Харбијем и признаје да зна за нападе. Други видео-запис Бин Ладена објављен је 27. децембра 2001. године. У том запису говори:
Постало је јасно да Запад уопште, а посебно Америка, имају неизрециву мржњу према исламу… То је крсташка мржња. Тероризам против Америке заслужује сваку похвалу јер је то био одговор на неправду, чији је циљ био присилити Америку да прекине своју подршку Израелу, који убија наш народ… Кажемо да је крај Сједињених Држава предстојећи, било да су Бин Ладен или његови сљедбеници живи или мртви, јер дошло до буђења муслиманског умета (народа)… Важно је погодити привреду (Сједињених Држава), која је основа њене војне моћи… Ако је привреда погођена, забринуће се.
Ипак није признао одговорност за нападе.
Непосредно прије америчких предсједничких избора 2004, Бин Ладен је снимљеном изјавом јавно признао умијешаност Ал Каиде у нападе на Сједињене Државе. Признао је своју непосредну везу с нападима и као разлог извођења навео је:
Борили смо се против вас јер смо слободни… и желимо да вратимо слободу нашем народу. Док ви подривате нашу сигурност, ми подривамо вашу.
Бин Ладен је рекао да је лично упутио своје сљедбенике у напад на Свјетски трговински центар и Пентагон. Још један видео-снимак који је добила Ал Џазира у септембру 2006. приказује Бин Ладена са Рамзијем ибн ел Шибом, као и са два отмичара, Хамзом ел Гамдијем и Ваилом ел Шехријем, док се припремају за напад. САД никада нису званично подигле оптужницу против Бин Ладена за нападе 11. септембра, али он је био на списку ФБИ-ја најтраженијих за бомбашке нападе на америчке амбасаде у Дер ес Саламу у Танзанији и Најробију у Кенији. Након десетогодишње потраге, амерички предсједник Барак Обама објавио је да су Бин Ладена убиле америчке специјалне снаге у његовом комплексу у Аботабаду у Пакистану 1. маја 2011. године.

#### Халид Шејк Мухамед
Египатски новинар телевизије Ал Џазира Јорси Фуда извијестио је да је у априлу 2002. Халид Шејк Мухамед признао своју умијешаност у нападе, заједно са Рамзијем ибн ел Шибом. Извјештај Комисије за 11. септембар из 2004. утврдио је да је непријатељство према САД које је осјетио Мухамед, главни архитекта напада 11. септембра, проистекло из његовог „насилног неслагања са америчком спољном политиком која фаворизује Израел”. Мухамед је такође био савјетник и финансијер бомбашког напада на СТЦ 1993. и ујак Рамзија Јусуфа, водећег бомбаша у том нападу.
Мухамед је ухапшен 1. марта 2003. у Равалпинди у Пакистану ухапсили пакистански службеници безбједности у сарадњи са Цијом. Био је у више тајних затвора Ције и у заливу Гвантанамо, гдје је испитиван и мучен методама које укључују вотербординг. Током америчких саслушања у заливу Гвантанамо у марту 2007, Мухамед је поново признао одговорност за нападе, рекавши да је „одговоран за операцију 11. септембра од А до Ш” и да његова изјава није дата под принудом.
У писму које су Мухамедови адвокати представили окружном суду на Менхетну 26. јула 2019. показало се да је заинтересован да свједочи о улози Саудијске Арабије у нападима 11. септембра и помогне жртвама и породицама жртава 11. септембра у замјену за то да САД не траже смртну казну против њега. Џејмс Криндлер, један од адвоката жртава, поставио је питање о корисности Мухамеда.

#### Остали припадници Ал Каиде
У „Замијени за свједочење Халида Шејка Мухамеда” са суђења Закаријасу Мусауију, пет особа је идентификовано као потпуно свјесно детаља операције. То су били Осама бин Ладен, Халид Шејк Мухамед, Рамзи ибн ел Шиб, Абу Тураб ел Урдуни и Мухамед Атеф.
Национални суд Шпаније је 26. септембра 2005. осудио Абу ел Дахдаха на 27 година затвора због завјере у нападима 11. септембра и припадности терористичкој организацији Ал Каида. У исто вријеме, још 17 припадника Ал Каиде осуђено је на казна од 6 до 11 година. Шпански суд је 16. фебруара 2006. смањио казну Дахдаху на 12 година, јер је сматрао да његово учешће у завјери није доказано.
Мусауи, за кога су неки првобитно сумњали да је могао бити двадесети отмичар, осуђен је 2006. због мање улоге у завјери вршења терористичких дјела и ваздушног пиратства. У САД је осуђен на доживотни затвор без условног отпуста. Мунир ел Мотасадек, сарадник отмичара из Хамбурга, служио је 15 година у Њемачкој због своје улоге помагача отмичарима у припреми за нападе. Пуштен је у октобру 2018. и депортован је у Мароко.
Хамбуршка ћелија у Њемачкој укључивала је радикалне исламисте који су на крају постали кључни оперативци у нападима 11. септембра. Мухамед Ата, Марван ел Шехи, Зијад Џарах, Рамзи ибн ел Шиб и Саид Бахаџи били су припадници Ал Каидине Хамбуршке ћелије.

### Мотиви
Бин Ладенова објава џихада против САД и фатва из 1998. коју су потписали Бин Ладен и други, позивајући на убијање Американаца, истражитељи сматрају доказом његове мотивације. У Бин Ладеновом „Писму Америци” из новембра 2002, он изричито наводи да мотиви Ал Каиде за нападе укључују:
- подршка Сједињених Америчких Држава Израелу[21][50][51]
- подршка „нападима на муслимане” у Сомалији
- подршка Филипинцима против муслимана у Моро сукобу
- подршка израелској „агресији” над муслиманима у Либану
- подршка руским „злочинима над муслиманима” у Чеченији
- проамеричке владе на Блиском истоку (које се „понашају као ваши агенти”) супротстављене муслиманским интересима
- подршка индијском „угњетавању муслимана” у Кашмиру
- присуство америчких трупа у Саудијској Арабији[52][53][54][55][56][57][58]
- санкције против Ирака[21][50]

Након напада, Бин Ладен и Ел Завахири објавили су додатне видео-касете и аудио-записе, а у неким су поновљени разлози напада. Двије посебно важне публикације биле су Бин Ладеново „Писмо Америци” из 2002. и Бин Ладенова видео-касета из 2004. године.
Бин Ладен је интерпретирао исламског посланика Мухамеда у смислу да је забранио „стално присуство кафира у Арабији”. Бин Ладен је 1996. издао фатву у којој је позвао америчке трупе да напусте Саудијску Арабију. У интервјуу из децембра 1999. Бин Ладен је рекао да осјећа да су Американци „преблизу Меки” и сматрао је то провокацијом за читав муслимански свијет. Једна анализа самоубилачког тероризма показала је да без америчких трупа у Саудијској Арабији, Ал Каида вјероватно не би могла приморати људе да извршавају самоубилачке мисије.
У фатви из 1998. Ал Каида је идентификовала санкције против Ирака као разлог за убијање Американаца, осуђујући „дуготрајну блокаду” међу осталим акцијама које представљају објаву рата „Алаху, његовом посланику и муслиманима”. Фатвом је одређена „пресуда по којој је убиство Американаца и њихових савезника — цивилних и војних — појединачна дужност сваког муслимана који то може учити у било којој земљу у којој је то могуће, како би ослободили џамију Ел Аксу и Свету џамију у Меки из њиховог стиска и како би се њихове војске иселиле из свих исламских земаља, поражене и неспособне да угрозе ниједног муслимана”.
Бин Ладен је током 2004. тврдио да му је идеја о уништавању кула први пут пала на памет 1982, када је био свједок израелског бомбардовања високих стамбених зграда током Либанског рата. Поједини аналитичари такође су тврдили да је америчка подршка Израелу један од мотива за нападе. Бин Ладен је поново повезао нападе 11. септембра са америчком подршком Израелу 2004. и 2010, иако је већина писма изражавала Бин Ладенов презир према предсједнику Бушу и Бин Ладенову наду ће САД „нестати и банкротирати”.
Предложени су и другим мотиви поред оних које су навели Бин Ладен и Ал Каида. Неки аутори су предложили „понижење” које је произашло из заостајања исламског свијета за западним свијетом — та разлика је постала нарочито видљива трендом глобализације и жељи да изазову САД у шири рат против исламског свијета у нади да ће мотивисати више савезника да подрже Ал Каиду. Слично, други су тврдили да је 11. септембар био стратешки потез са циљем да изазову САД у рат који би подстакао панисламску револуцију.

### Планирање
Напад је осмислио Халид Шејк Мухамед, који га је први пут представио Осами бин Ладену 1996. године. У то вријеме, Бин Ладен и Ал Каида су били у транзиционом периоду, тек што су се из Судана преселили назад у Авганистан. Бомбашки напади на америчке амбасаде у Кенији и Танзанији 1998. и Бин Ладенова фатва из фебруара исте године означили су прекретницу у терористичкој операцији Ал Каиде.
Крајем 1998. и почетком 1999, Бин Ладен је дао одобрење Мухамеду да настави са организовањем завјере. Мухамед, Бин Ладен и Мухамед Атеф, Бин Ладенов замјеник, одржали су низ састанака почетком 1999. године. Атеф је пружио оперативну подршку, укључујући одабир мете и помагање организовања путовања за отмичаре. Бин Ладен је одбио Мухамеда, одбацујући потенцијалне циљеве као што је Ју Ес Банк Тауер у Лос Анђелесу у Калифорнији, због недостатка времена.
Бин Ладен је пружао вођство и финансијску подршку и био је укључен у одабир учесника. У почетку је одабрао Навафа ел Хазмија и Халида ел Михдара, обојицу искусних џихадиста који су се борили у Босни и Херцеговини. Хамзи и Михдар стигли су у САД средином јануара 2000. године. Почетком 2000, Хамзи и Михдар су похађали часове летења у Сан Дијегу у Калифорнији, али су обојица слабог говорили енглески, лоше се показали на часовима летења и на крају су послужили као секундарни („мишићни”) отмичари.
Крајем 1999. група мушкараца из Хамбурга у Њемачкој допутовала је у Авганистан; у групи су били Мухамед Ата, Марван ел Шехи, Зијад Џарах и Рамзи ибн ел Шиб. Бин Ладен је одбрао ове људе јер су образовани, говорили су енглеске и имали су искуство живота на Западу. Нови регрути су рутински провјеравани за посебне вјештине, а вође Ал Каиде су посљедично открили да Хани Ханџур већ има дозволу комерцијалног пилота. Мухамед је касније рекао да је помагао отмичарима да се уклопе тако што их је научио како да наручују храну у ресторанима и облаче одјећу са Запада.
Ханџур је у Сан Дијего стигао 8. децембра 2000, придружујући се Хазмију.‍:6–7 Убрзо су отишли у Аризону, гдје је Ханџур прошао освјежавајућу обуку.‍:7 Марван је стигао крајем маја 2000, док је Ата стигао 3. јуна 2000, а Џарах 27. јуна 2000. године.‍:6 Ел Шиб се неколико пута пријављивао за издавање визе за САД, али је као Јеменац одбијен због забринутости да ће прекорачити трајање визе.‍:4, 14 Он је остао у Хамбургу, пружајући координацију између Ата и Мухамеда.‍:16 Сва три члана Хамбуршке ћелије прошла су обуку пилота у јужној Флориди у Хафмен авијацији.‍:6
У прољеће 2001. секундарни отмичари су почели пристизати у САД. У јулу 2001. Ата се састао са Ел Шибом у Шпанији, гдје су координисали детаље завјере, укључујући и коначни одабир мете. Ел Шиб је такође изразио жељу Бин Ладена да се напади изведу што је прије могуће. Неки од отмичара су добили пасоше од корумпираних саудијских званичника који су били чланови породице или су користили лажне пасоше за улазак.
Постоји идеја да су отмичари одабрали 11. септембар (9/11) као датум напада због сличности са 9-1-1, телефонским бројем за пријављивање хитних случајева у САД. Међутим, Лоуренс Рајт сматра да су отмичари одабрали јер је 11. септембра 1683. пољски краљ започео битку која је одбацила муслиманску војску Османског царства, која је покушавала заузети Беч. За Осаму бин Ладена ово је био датум када је Запад стекао извјесну доминацију над исламом, а нападом на овај датум се надао да ће направити корак у исламу „побједивши” у рату за моћ и утицај широм свијета.

### Ранији обавјештајни подаци
Крајем 1999, сарадник Ал Каиде Валид ибн Аташ („Халад”) контактирао је Михдара, рекавши му да се нађу у Куала Лумпуру у Малезији; Хамзи и Абу Бара ел Јемени су такође требали присуствовати. Национална сигурносна агенција је пресрела телефонски позив у коме се помиње састанак, Михдар и име „Наваф” (Хазми). Иако се агенција плашила да би се могло десити нешто злокобно, али није преузела даље радње. Саудијска обавјештајна служба је већ обавијестила Цију о статусу Михдара и Хазмија као припадника Ал Каиде, а Цијин тим је провалио у Михдарову хотелску собу у Дубаију и открио да Михдар има америчку визу. Иако је посебна одјељење Ције, кодног назива Alec Station, упозорило обавјештајна агенције широм свијета на ову чињеницу, ове податке није подијелила са ФБИ-ом. Посебно одјељење, обавјештајна агенција Малезије, посматрао је састанак двојице припадника Ал Каиде 5. јануара 2000. и обавијестио Цију да Михдар, Хазми и Халад лете за Бангкок, али Ција никада није о томе обавијестила друге агенције, није тражила Стејт департменту да постави Михдара на свој списак праћења. Веза ФБИ са Alec Station тражила је дозволу да обавијести ФБИ о састанку, али му је  речено да то није ствар ФБИ-ја.
Крајем јуна, високи званични за борбу против тероризма Ричард Кларк и директор Ције Џорџ Тенет били су „увјерени да ће доћи до великог низа напада”, иако је Ција вјеровала да ће напади вјероватно догодити у Саудијској Арабији и Израелу. Почетком јула, Кларк је ставио домаће агенције у стање „потпуне приправности”, рекавши им: „Нешто заиста спектакуларно ће се догодити овдје. Ускоро”. Затражио је од ФБИ-а и Стејт департмента да упозоре амбасаде и полицијске управе, а министарство одбране да пређе на „стање пријетње делта”. Кларк је касније написао: „Негдје у Цији постојала је информација да су двојица познатих терориста Ал Каиде дошла у Сједињене Државе. Негдје у ФБИ-у било је информација да су се чудне ствари дешавала у летачким школама у Сједињеним Државама… Имали су посебне податке о појединим терористима из којих се могло закључити шта ће се догодити. Ништа од тих информација није стигло до мене или у Бијелу кућу”.
Том Вилшир, агент Ције распоређен у одјељење за међународни тероризам ФБИ-ја, послао је 13. јула поруку свом надређеном у Центру за противтероризма (ЦПТ) Ције тражећи дозволу да обавијести ФБИ да је Хазми у земљи и да Михдар има америчку визу. Ција никада није одговорила.
Истог дана, Маргарет Џилеспи, аналитичарки ФБИ-ја која је радила у ЦПТ, речено је да прегледа материјал о састанку у Малезији. Није јој речено за присуство учесника у САД. Ција је Џилеспијевој дала надзорне фотографије Мидхара и Хазмија са састанка како би их показала противтерористичком одјељењу ФБИ, али јој нису рекли значај тих фотографија. База података Интерлинк обавијестила ју је да не дијели обавјештајне материјале о састанку са криминалистичарима. Када су им показане фотографије, ФБИ-ју је скрајнуто више детаља о њиховом значају, а нису дати ни подаци о датуму рођења и броја пасоша Михдара. Крајем августа 2001. Џилеспијева је рекла Служби за имиграцију и натурализацију, Стејт департменту, Царинској служби и ФБИ-ју да поставе Хазмија и Михдара на њихове спискове за праћење, али је ФБИ-у било забрањено да користи криминалне агенте у потрази за двојцем, што је ометало њихове напоре.
Такође у јулу, агент ФБИ-ја из Феникса послао је поруку сједишту ФБИ-ја, Alec Station и агентима ФБИ-ја у Њујорку упозоравајући их на „могућност координисаног напора Осаме бин Ладена да пошаље студенте у САД како би похађали универзитете и факултете цивилног ваздухопловства”. Агент Кен Вилијамс истакао је да је потребна интервјуисати све руководиоце летачких школа и да се идентификују сви арапски студенти који траже летачку обуку. У јулу, Јордан је упозорио САД да Ал Каида планира напад на САД: „мјесецима касније”, Јордан је обавијестио САД да је кодни назив напада „Велико вјенчање” (енгл. The Big Wedding) и да се у њему помињу авиони.
Предсједнички дневни извјештај Ције од 6. августа, означен као „само за предсједника”, носио на наслов „Бин Ладен одлучан да нападне САД”. У биљешци се напомиње да информације ФБИ-ја „указују на обрасце сумњивих активности у овој земљи у складу са припремама за отмице или друге врсте напада”.
Средином августа, једна школа летења у Минесоти упозорила је ФБИ на Закарија Мусавија, који је постављао „сумњива питања”. ФБИ је открио да се Мусави радикал који је путовао у Пакистан, а СИН га је ухапсила због прекорачења његове француске визе. ФБИ је одбио њихов захтјев да му претраже лаптоп због недостатка вјероватног разлога.
Неуспјеси у размјени обавјештајних података приписани су политикама Министарства правде из 1995. које су ограничавале размјену обавјештајних података, у комбинацији са неспремношћу Ције и НСА да открију „осјетљиве изворе и методе”, као што су прислушкивани телефони. Свједочећи пред Комисијом за 11. септембар у априлу 2004, тадашњи државни тулац Џон Ашкрофт подсјетио је да је „највећи појединачни структурни узрок проблема од 11. септембра био зид који је одвајао или раздвајао криминалне истражитеље и обавјештајне агенте”. Кларк је такође написао: „Било је пропуста у томе што организација није успјела да дође до информација у право вријеме на правом мјесту”.

## Напади
Рано ујутро 11. септембра 2001, 19 отмичара преузело је контролу над четири комерцијална авиона (два Боинга 757 и два Боинга 767) на путу за Калифорнију (три од њих су кренули на међународни аеродром у Лос Анђелесу, а један на међународни аердором у Сан Франциску) након полијетања са међународног аеродрома Логан у Бостону у држави Масачусетс, међународног аеродрома Њуарк Либерти у Њуарку у држави Њу Џерзи и међународног аеродрома Вошингтон Далес у окрузима Лаудон и Ферфакс у држави Вирџинија. Велики авиони са дугим летовима од обале до обале су одабрани за отмицу због веће количине горива у њима.
Четири лета су била:
- Лет 11 Американ ерлајнса: авион Боинг 767, полетио са аеродрома Лога у 7.59 часова у правцу Лос Анђелеса са 11 чланова посаде и 76 путника, не укључујући пет отмичара. Отмичари су ударили авионом на сјеверну фасаду Сјеверне куле Свјетског трговинског центра у Њујорку у 8.46 часова.
- Лет 175 Јунајтед ерлајнса: авион Боинг 767, полетио са аеродрома Логан у 8.14 часова у правцу Лос Анђелеса са 9 чланова посаде и 51 путником, не укључујући пет отмичара. Отмичари су ударили авионом у јужну фасаду Јужне куле Свјетског трговинског центра у Њујорку у 9.03 часова.
- Лет 77 Американ ерлајнса: авион Боинг 757, полетио са аеродрома Вошингтон Дулес у 8.20 часова у правцу Лос Анђелеса са 6 чланова посаде и 53 путника, не укључујући пет отмичара. Отмичари су ударили авионом у западну фасаду Пентагона у окрузу Арлингтон у држави Вирџинија у 9.37 часова.
- Лет 93 Јунајтед ерлајнса: авион Боинг 757, полетио са аеродрома Њуарк у 8.42 часова у правцу са 7 чланова посаде и 33 путника, не укључујући четири отмичара. Док су путници покушавали да савладају отмичаре, авион се срушио на поље у Стоуникрик Тауншипу у држави Пенсилванија у 10.03 часова.

Медијска покривеност је била опсежна током напада и посљедица, а почела је неколико тренутака након првог удара у Свјетски трговински центар.
| Оператор         | Бр. лета | Тип авиона      | Вријеме поласка* | Вријеме удара* | Полетио са                           | На путу до                         | Мјесто удара                               | Жртве (Није било преживјелих из летова) | Жртве (Није било преживјелих из летова) | Жртве (Није било преживјелих из летова) | Жртве (Није било преживјелих из летова) | Жртве (Није било преживјелих из летова) |
| Оператор         | Бр. лета | Тип авиона      | Вријеме поласка* | Вријеме удара* | Полетио са                           | На путу до                         | Мјесто удара                               | Посада                                  | Путници†                                | Тло§                                    | Отмичари                                | Укупно‡                                 |
| ---------------- | -------- | --------------- | ---------------- | -------------- | ------------------------------------ | ---------------------------------- | ------------------------------------------ | --------------------------------------- | --------------------------------------- | --------------------------------------- | --------------------------------------- | --------------------------------------- |
| Американ ерлајнс | 11       | Боинг 767-223ER | 7.59 ч           | 8.46 ч         | Међународни аеродром Логан           | Међународни аеродром Лос Анђелес   | Сјеверна кула Свјетског трговинског центра | 11                                      | 76                                      | 2.606                                   | 5                                       | 2.763                                   |
| Јунајтед ерлајнс | 175      | Боинг 767–222   | 8.14 ч           | 9.03 ч         | Међународни аеродром Логан           | Међународни аеродром Лос Анђелес   | Јужна кула Свјетског трговинског центра    | 9                                       | 51                                      | 2.606                                   | 5                                       | 2.763                                   |
| Американ ерлајнс | 77       | Боинг 757–223   | 8.20 ч           | 9.37 ч         | Међународни аеродром Вошингтон Дулес | Међународни аеродром Лос Анђелес   | Западни зид Пентагона                      | 6                                       | 53                                      | 125                                     | 5                                       | 189                                     |
| Јунајтед ерлајнс | 93       | Боинг 757–222   | 8.42 ч           | 10.03 ч        | Међународни аеродром Њуарок Либерти  | Међународни аеродром Сан Франциско | Поље код Стоникрик Тауншипа код Шанксвила  | 7                                       | 33                                      | 0                                       | 4                                       | 44                                      |
| Укупно           | Укупно   | Укупно          | Укупно           | Укупно         | Укупно                               | Укупно                             | Укупно                                     | 33                                      | 213                                     | 2.731                                   | 19                                      | 2.996                                   |

* Сјеверноамеричка источна временска зона (UTC-04:00)
† Искључујући отмичаре
§ Укључујући раднике хитних служби
‡ Укључујући отмичаре

### Четири удара
У 8.46 часова пет отмичара срушило је лет 11 Американ ерлајнса на сјеверну фасаду Сјеверног торња Свјетског трговинског центра (СТЦ 1). У 9.03 часова, других пет отмичара срушило је лет 175 Јунајтед ерлајнса на јужну фасаду Јужног торња (СТЦ 2). Пет отмичара је срушило лет 77 Американ ерлајнса на Пентагон у 9.37 часова. Четврти лет, лет 93 Јунајтед ерлајнса срушио се у близини Шенксвила у Пенсилванији, југоисточно од Питсбурга, у 10.03 часова након што су путници покушали да савладају отмичаре. Вјерује се да је циљ лет 93 био или Капитол или Бијела кућа. Снимач гласа у пилотској кабини лета 93 открио је да су посада и путници покушали да преузму контролу над авионом од отмичара, након што су преко телефонских позива сазнали да су лето 11, 77 и 175 тог јутра ударили у зграде. Када је постало очигледно да би путници могли да преузму контролу, отмичари су окренули авион и намјерно га срушили.

## Одговорност
Милитантна исламистичка група Ал Каида, која је већ била умешана у неколико пређашњих напада на америчке циљеве, поздравила је нападе и његове вође и тиме инсинуирала своју умешаност у инцидент. Осама бин Ладен је претходно објавио рат против САД, а 1998. је објавио фатву позивајући све муслимане на убијање америчких цивила. Кратко након напада, влада САД је објавила да су Ал Каида и Осама бин Ладен главни осумњичени за нападе.
У првом јавном одговору Осаме бин Ладена, објављеног 16. септембра 2001, он каже: „Наглашавам да ја нисам извео ове нападе који изгледају као да су их починиле особе које су имале своју мотивацију.“ Изјава је била објављена на катарској сателитској телевизији, Ал Џазира. Ово порицање је такође објављено на америчким медијским мрежама и широм света.
Према америчким војним изворима, у новембру 2001. америчке снаге су откриле видео-касету у уништеној кући у Џалалабаду у Авганистану која је показала Осама бин Ладена у разговору са Халид ал-Харбијем. На том снимку, Осама наводно признаје да је знао да ће бити напада мада се сумња у исправност превода. Снимак је емитован на разним медијским програмима у децембру 2001. У видео-снимку из 2004. године бин Ладен изгледа као да је прихватио потпуну одговорност за нападе 11. септембра.
Национална комисија за терористичке нападе на САД, такође позната као Комисија 911 је издала свој извештај 22. јула 2004. године у којем закључује да су напади смишљени и изведени од стране оперативаца Ал Каиде. Комисија је известила да, иако је Ирак био контактиран (заједно са неколико других блиско-источних и афричких земаља), није утврђена никаква колаборација између Ирака и Ал Каиде у вези напада 11. септембра. Комисија је такође известила да су организатори потрошили између 400.000 и 500.000 долара на имплементацију плана напада али и да специфични извори тог новца још нису откривени. До данас није подигнута ни једна оптужница за колаборацију са нападима.

### Мотив
Напади 11. септембра су били у складу са кампањом Ал Каиде против САД која се пре тога манифестовала њиховом умешаношћу у неколико напада на америчке циљеве као нпр. напади на америчке амбасаде у Кенији и Танзанији 1998. године и напад на амерички ратни брод Коул у Јемену 2000. године. 1998. године је Бин Ладен Ајман ел Завахри, Абу Јасир Рифаи Ахмад Тах, Шаик Мир Хамзах и Фазлур Рахманај издали су наредбу (фетва), која наводи неколико мотива за борбу против САД. На специфичан начин наредба је описала и оптужила да САД:
- искоришћава и обезвређује ресурсе Арабијског полуострва,
- води политику вођа у тим земљама,
- подржава диктаторске режиме и монархије на блиском истоку а са тим тлачи њено становништво,
- одржава војне базе и инсталације на арабијском полуострву у намери да прети оближњим муслиманским земљама,
- има намере да својим присуством направи поделе међу муслиманским државама политички их слабећи,
- подржава Израел и жели да одврати међународну пажњу од (и тактички одржи) окупације Палестине,
- представља предоминантно хришћанску државу и с тим јеретичну и исламофобичну.

Рат у заливу и санкционисање и бомбардовање Ирака од стране САД су 1998. приказани као докази ових оптужби. Поред негодовања просечних муслимана, наредба (фетва) се користи исламским текстовима да оправда агресивне потезе против америчких војних и цивилних циљева док се наведене оптужбе не преокрену. Напади 11. септембра се сматрају једним од таквих потеза.
Године 2004, у својој изјави прихватања одговорности за нападе, Бин Ладен је такође рекао да је мотивација за нападе била и „враћање слободе нашем народу“, „кажњавање агресора“, и „наношење економске штете САД“. Навео је да је дугорочни циљ ове његове борбе да „САД искрвари до тачке банкрота“.
Бушова администрација тврди да је Ал Каида мотивисана мржњом према слободи и демократији. Обе стране приказују борбу као окршај добра и зла. Неки су нагласили да коментари Ал Каиде и методе којима се користе показују да је Ал Каида мотивисана да наметне тиранијски светски поредак заснован на интерпретацији ислама те организације.
Мањина оповргава закључак да је Ал Каида одговорна за нападе најчешће наводећи ЦИА и Мосад као починиоце. Други опет, иако прихватају Ал Каидину одговорност, тврде да су чланови америчке владе прикрили неке информације о нападима и у тајности их санкционишу. У оба случаја претпоставља се да је мотивација да се створи разлог за америчку војну експанзију на Блиском истоку са крајњим циљем да се реализују циљеви САД који су били наведени изнад.

## Последице напада
Након напада свет је схватио да се треба бојати терориста. Америка је била потресена нападом и вођа Ал Каиде Осама Бин Ладен је постао најтраженији светски злочинац, a Ал Каида је постала највећа терористичка организација на свијету.

### Међународна реакција
Напади су имали огромне последице на светску политику. Напади су били осуђени широм света а око месец дана касније САД је повела коалицију међународних снага у Авганистан у потрагу за снагама Ал Каиде. Пакистан се одлучно придружио САД у борби против Осаме бин Ладена и Ал Каиде. Посудио је америчким трупама низ војних аеродрома и база за њихов напад на Авганистан. Пакистан је ухапсио преко 600 наводних чланова Ал Каиде и предао их у руке САД.
Многе државе су увеле строге антитерористичке законе и преузеле кораке да пресеку финансирање тероризма укључујући и замрзавање банковних рачуна који су били под сумњом да се користе у финансирању тероризма. Полицијске и детективске агенције су побољшале кооперацију у циљу да се осумњичени терористи ухапсе те да се разбију осумњичене терористичке ћелије широм света. Овај процес је био изузетно контроверзан пошто су неке рестрикције државним органима уклоњене а што је довело до тога да се одређена грађанска права сматрају оштећеним. Контроверза је наглашена у септембру 2004. кад је Јусуфу Исламу (певачу који је раније носио име Кејт Стивенс), познатом по свом миротворном раду, забрањен улаз у САД након чега је касније био депортован назад у Уједињено Краљевство. Избацивање Јусуфа Ислама из САД је довело до жалбе од стране британског министра за спољне послове америчком државном секретару Колину Пауелу који је након тога наредио истрагу о рестрикцијама које су постављене за особе које улазе у САД.

### Одговор јавности у САД
Напади су такође имали тренутни и велики ефекат на становништво САД. Захвалност према униформисаним радницима јавне сигурности, првенствено према ватрогасцима, се опширно ширила што због драме ризика који су преузели на себе на лицу места то и због великог броја жртава које су саме ватрогасне и полицијске јединице претрпеле. Број жртава радника хитне помоћи је био непревазиђен. Тадашњи градоначелник Њујорка Рудолф Ђулијани је играо проминентну улогу у догађају за шта је 2001. године био проглашен личношћу године магазина Тајм. У то време имао је виши рејтинг од председника Џорџа Буша.
Било је неколико значајних реакција јавности у САД на нападе. Једна реакција је била повећање патриотизма и истицања застава које се није видело од Другог светског рата. Такође је дошло и до непревазиђеног нивоа поштовања, саосећања и дивљења према Њујорку и Њујорчанима од стране осталих делова САД.
Неки су критиковали ову реакцију наглашавајући да нису сви који су погинули били Њујорчани (нпр. путници у авиону). Ипак, Њујорк је очигледно сносио најтежи ударац напада и носиће још дуго година ожиљке од тог дана. Донације крви су биле несразмерно велике у седмицама након 11. септембра. Према извештају Журнала америчког медицинског удружења који је објављен 7. маја 2003. донације крви у седмицама након напада 11. септембра 2001. су биле знатно веће него у истим седмицама прошле 2000. године (2,5 пута веће у првој седмици и 1,3—1,4 пута веће од друге до четврте седмице након напада).
Догодило се и неколико инцидената злостављања и криминалних напада против особа блискоисточног порекла и других који су изгледали као да су тог порекла, нарочито према Сикима. Балбир Синг Сод, је био једна од жртава овог осветништва пошто је устрељен 15. септембра 2001. године.

### Економија после напада
Напади су нанели значајне економске последице у САД и у свету. Њујоршка берза није била отворена 11. септембра и остала је затворена до 17. септембра. Зграда Њујоршке берзе није била оштећена у нападима али фирме - чланице берзе као и муштерије и тржишта нису могли да комуницирају са берзом због велике штете нанесене комуникацијском и телефонском систему чије је зграда била недалеко од СТЦ-а. Кад се берза поново отворила 17. септембра 2001. након најдуже паузе од Велике депресије из 1929. године индекс основних деоница берзе је претрпео највећи пад у историји у једном дану. Америчке деонице су изгубиле 1,2 трилиона (1.200 милијарди) долара у вредности само у једној седмици. До 2005. године улице које прилазе берзи (Вол стрит) су још увек биле забарикадиране и жестоко обезбеђене.
Након напада ваздушни простор САД је био затворен неколико дана а авио-транспорт се знатно смањио и након поновног отварања ваздушног простора. До 2005. године америчка авио-индустрија се још увек није потпуно опоравила и тек неколицина их послује добро.
Сви солитери у САД су били евакуисани недуго након напада укључујући и солитере у Лос Анђелесу где се саобраћај свео на минимум као никад пре у том граду. Главни пословни кварт у Лос Анђелесу је био готово сасвим празан пошто су већина пословница биле затворене.

### Спасавање, опоравак и компензација
Директно спасавање и опоравак од напада је трајао месецима. Требало је неколико недеља само да би се угасили пожари који су још горели у рушевинама СТЦ-а, а рашчишћавање је трајало све до маја 2002. године. Отворени су многи фондови који су помагали жртвама напада, а финансијска помоћ фамилијама жртава још увек траје.

### Потенцијални здравствени ефекти
Постоје научне шпекулације да излагање разним токсичким производима и загађивачима ваздуха око солитера након рушења СТЦ-а има негативне ефекте на развој нерођене деце (фетус). Због могуће нанесене штете касније су испитана деца чије су мајке биле трудне за време напада а које су живеле или радиле у непосредној близини СТЦ-а. Научници ове анализе проучавали су децу користећи психолошка тестирања сваке године и разговарали су са мајкама сваких 6 месеци. Циљ студије је био да се утврди да ли постоји знатна разлика у развоју и здравственом напретку деце чије су мајке биле изложене у поређењу са оном децом чије мајке нису биле изложене рушевинама СТЦ-а.

## Рушење Светског трговинског центра
При дизајнирању СТЦ солитера крајем 1960-их година било је узето у обзир да постоји могућност да путнички авион удари у зграду. Зграде су биле дизајниране и направљене како би издржале овај удар. Удар авиона 2001. године је показао да је зграда СТЦ-а ипак издржала удар како је била дизајнирана при чему је нагиб солитера досезао и до 1 метар. Ипак, при дизајнирању није било узето у обзир или једноставно није постојала технологија којом би се основне потпорне компоненте солитера могле заштитити од топлоте ватре настале сагоревањем авионског горива. Иако је основна противпожарна заштита постојала, она је била недовољна да заштити те компоненте или угаси пожаре такве жестине. Генерално је прихваћена чињеница да је накнадни рушење облакодера проузрокован топљењем челика потпорних елемената.
Ипак било је пуно шпекулација о стабилности солитера СТЦ-а након удара, а разлози рушења су још увек предмет дискусија између инжињера статике и архитеката, као и међу релевантним америчким државним агенцијама. Дизајн СТЦ-а је укључио неколико основних иновација градње које су га начиниле необичним у поређењу са пређашњим и многим каснијим солитерима. Иако је кинетичка енергија и ватра настала од удара била без преседана у историји грађевинских катастрофа, неки инжињери тврде да се са традиционалнијом градњом солитера (као што су њујоршки Емпајер стејт билдинг и малезијски Петронас торњеви) могло пуно боље проћи, тј. да се солитери не би срушили. Ако су ове теорије истините, супервисоки солитери који су изграђени на принципу СТЦ-а (као нпр. Сирс солитер и центар Џон Хенкок у Чикагу) би били врло рањиви. Други опет тврде супротно.
Федералну истрагу о техничкој и противпожарној безбедности зграда, а у вези са рушењем СТЦ солитера и седме зграде СТЦ-а (седма зграда СТЦ-а се срушила у касно послеподне 11. септембра 2001. године) обавила је институција америчког Министарства трговине: Национални институт за стандардизацију и технологију. Циљ ове истраге, која је завршена 6. априла 2005. године, је био да истражи конструкцију зграде, материјале који су били коришћени и техничке услове који су допринели СТЦ катастрофи. Истрага је требало да служи следећим мерама:
- побољшању начина дизајнирања, изградње, одржавања и коришћења зграда;
- побољшању у коришћењу алата и пружању радних директива радницима у горе наведеним струкама;
- ревизији у грађевинским законима, стандардима и методама;
- побољшању јавне сигурности.

У званичном извештају инжињера закључено је да се рушење СТЦ солитера догодило због низа догађаја: удар авиона је оштетио већи број спољних потпорних компонената зграда и скинуо је пожарни заштитник са великог броја других потпорних елемената. Експлозија авиона и гориво су запалили садржаје зграде у и око спратова који су били ударени, што је ослабило појединачне потпорне елементе. Када је већи број појединачних потпорних елемената попустио и престао радити отпочела је ланчана реакција којом су спратне плоче почеле пропадати према доле при чему је свака плоча при паду уништавала спратну плочу испод.
Према неким утисцима многи људи су сматрали да је зграде требало да се сруше падом на страну. Ово неразумевање стања је изазвало многе спекулације да је нека врста контролисаног рушења била употребљена. Ипак за изузетно високе зграде управо супротно је логично објашњење: да би се зграда срушила на страну било је потребно да се довољан број подних плоча одвоји од спољних потпорних стубова. Ово се могло делимично видети како су одређени спољњи делови солитера заиста пали на страну како су подови пропадали а потпорни стубови се постепено одлепљивали од остатка грађевине.
Закључак је донесен да је због искривљења у хоризонталним челичним гредама дошло до одвајања греда од вертикалних челичних стубова. Искривљивање је проузроковало да се подни материјал сруши према доле повећавајући оптерећеност на спратовима испод. Кад се спрат у потпуности срушио отпочела је ланчана реакција у којој су спратови при паду одсецали везе спратова од вертикалних компонената, повећавајући тежину и брзину компонената при рушењу.
Укратко, две инстинктивне претпоставке посматрача и разумевање како предмети обично падају су проузроковале да ненавикнуто око посматрача закључи да је начин на који су се солитери срушили пуно сличнији тзв. “контролисаном рушењу“ тј. ка претпоставци да су солитери срушени намерно и независно од удара авиона са треће стране. Овај закључак се доноси јер су се солитери срушили вертикално са мањом брзином падања него што би објекат у слободном паду имао а при чему је сваки под спрата накратко пружао отпор. Ипак неке особе настављају да подржавају и верују у теорију “контролисаног рушења“.

## Спекулације и теорије завере
Било је пуно спекулација у вези планирања и извршења напада. Анализа јавног мњења је 30. августа 2004. године објавила да половина становништва (49,3%) града Њујорка и око 41% становништва државе Њујорк верује да су неки од америчких државника унапред знали да су напади планирани на или око 11. септембра 2001. и да свесно нису преузели ништа око тога. Постоје приче да су се десили телефонски позиви и упозорења чак неколико седмица пре напада који нису били озбиљно схваћени. Неке теорије узимају председниково понашање за време напада као доказ ових тврдњи, док неки тврде да ниједан авион није ударио у зграду Пентагона. Крајем деценије, веома су популарне теорије, по којима је у зградама „СТЦ“ такође био подметнут експлозив, као и оне да авиони уопште нису били комерцијални, већ војни са закаченим бомбама; чак и да први пројектил, заправо, није био авион, већ крстарећа ракета.

## 20. отмичар
27 чланова Ал Каиде су покушали да уђу у САД и да се придруже нападима 11. септембра. На крају само 19 их је учествовало. Остали потенцијални отмичари се обично називају именом „20. отмичар“.
Рамзи Биналшиб је имао намеру да учествује у нападима али му је неколико пута одбијена виза за улазак у САД. Мухамед ал-Кахтани, држављанин Саудијске Арабије, је такође планирао да се придружи отмичарима али му је америчка имиграциона власт на међународном аеродрому Орландо забранила улазак у августу 2001. године. Касније је ухапшен у Авганистану и заробљен у америчком војном затвору званом Камп Икс-зрака у Гвантанаму на Куби. Закариас Мусави је наводно био замена за Зиада Џараха, који је у једном моменту запретио да ће се повући из плана због несугласица међу нападачима. Планови да се Мусави укључи нису никад довршени јер је хијерархија Ал Каиде имала сумње у његову поузданост. Ипак у априлу 2005. Мусави је признао кривицу о припадности Ал Каиди. Године 2006. је осуђен на доживотну затворску казну.
Остали припадници Ал Каиде који су покушали али нису успели да се придруже нападима су Саид ел Гамади, Мушахид ел Хамлан, Закараијах Есабар, Али Абдул Азиз Али и Тавфиг бин Аташ. Према извештају Комисије 911, Халид Шејк Мухамед, творац плана о нападу, хтео је да уклони бар једног члана из операције, Халид ел Михдхара, али Осама бин Ладен га је надгласао.